# Marek Donoval
Marek Donoval ist ein ehemaliger slowakischer Skispringer.

## Werdegang
Donoval gab sein internationales Debüt im Skisprung-Continental-Cup in der Saison 1993/94. Dabei erreichte er mit 26 Punkten jedoch nur Rang 127 der Gesamtwertung. In der folgenden Saison konnte er seine Leistungen leicht steigern und gab daraufhin im Rahmen der Vierschanzentournee 1994/95 am 4. Januar 1995 in Innsbruck sein Debüt im Skisprung-Weltcup. Nach dem ersten Durchgang belegte er Platz 48 und schied damit aus. Auch in Bischofshofen erreichte er nur den letzten Platz. Zwei Tage danach konnte er seine Leistungen bei Weltcup-Springen in Willingen zwar steigern, ein Punktegewinn blieb ihm jedoch erneut verwehrt. Ebenso geschah ihm in beiden Springen von Engelberg, wobei er mit Platz sein bis dahin bestes Einzelresultat erzielte.
Trotz des fehlenden Weltcup-Erfolges gehörte er zum Kader für die Nordischen Skiweltmeisterschaften 1995 im kanadischen Thunder Bay. Hier sprang er in beiden Einzeldisziplinen, erreichte dabei jedoch nur Rang 31 von der Normal- und Rang 39 von der Großschanze. Die Continental-Cup-Saison 1994/95 beendete er auf dem 107. Platz der Gesamtwertung, da er nur insgesamt 65 Punkte erreichen konnte.
In der Saison 1995/96 trat er noch einmal bei einem Team-Weltcup-Springen im Dezember 1995 in Planica an, wo er gemeinsam mit Marián Bielčik, Vladimír Roško und Martin Mesík Elfter und Letzter wurde. Im Anschluss daran beendete Donoval seine internationale Karriere.

## Erfolge

### Grand-Prix-Platzierungen
| Saison | Platz | Punkte |
| ------ | ----- | ------ |
| 1995   | 054.  | 216    |

### Continental-Cup-Platzierungen
| Saison  | Platz | Punkte |
| ------- | ----- | ------ |
| 1993/94 | 127.  | 026    |
| 1994/95 | 107.  | 065    |